# Zoo de San Diego
Le Zoo de San Diego est situé dans le parc Balboa à San Diego, en Californie, aux États-Unis. Il revendique 4 000 animaux de 800 espèces hébergées dans un espace boisé de 40 hectares. Il est géré par San Diego Zoo Wildlife Alliance, une fondation à but non lucratif, dont les profits sont réinvestis dans des programmes pour la protection de la nature, comme le Centre de reproduction des espèces en danger. Cette association revendique 250 000 membres et 130 000 enfants membres. On y trouve notamment des tigres, pandas, ours, gorilles, une importante collection d'oiseaux et de reptiles, ainsi qu'un arboretum contenant des essences rares. Le zoo a sa propre plantation de bambous pour nourrir les pandas et d'eucalyptus pour les koalas. En novembre 2015, l'un des quatre derniers rhinocéros blancs du Nord meurt au sein du zoo.
Le zoo de San Diego fut un pionnier du concept d'enclos en plein air qui recréent des habitants naturels sans cages. Pendant des décennies, le zoo a hébergé et élevé avec succès des pandas géants avant qu'ils ne soient rapatriés en Chine en 2019.
En 2018, il a accueilli 4 millions de visiteurs, ce qui en fait le parc zoologique traditionnel le plus visité des États-Unis. Le zoo de San Diego est un membre accrédité de l'Association des zoos et aquariums (AZA), de l'American Alliance of Museums (AAM) et de l'Association mondiale des zoos et aquariums (WAZA). La San Diego Zoo Wildlife Alliance exploite également le San Diego Zoo Safari Park.

Le zoo est notamment connu pour avoir été l’endroit où la toute première vidéo sur YouTube a été tournée, Me at the zoo, où Jawed Karim, un des fondateurs du site, se filme devant les éléphants du zoo.

## Historique des directeurs
- 1916-1927 : Harry M. Wegeforth
- 1927-1953 : Belle Benchley
- 1954-1972 : Charles Schroeder

## Enclos

### Monkey TrailetForest Tales
Monkey Trails présente des singes et d'autres animaux des forêts tropicales d'Asie et d'Afrique. Ouvert en 2005, il a remplacé un enclos plus ancien connu sous le nom de Bird and Primate Mesa. Monkey Trail abrite principalement des singes comme des colobes d'Angola, des ouandérous, des atèles, des capucins bruns, des cercopithèques ascagnes et des mandrills. Il y a trois hippopotames nains nommés Elgon, Mabel et leur fils Akobi. Mabel a donné naissance à Akobi en mai 2020, ce fut la première naissance d'un bébé hippopotame nain dans ce zoo. Ils partagent leur enclos avec des cercopithèques de Wolf. On trouve également des faux-gavials d'Afrique. De nombreuses espèces de tortues, de serpents, de lézards et de poissons peuvent être observés dans une série d'enclos aquatiques et terrestres avec des vitres d'observation sous-marine. Dans les petits enclos, de nombreux reptiles comme les tortues crêpes, les vipères du Gabon, les vipères heurtantes ou les scinques de Schneider peuvent être observés.

## Galerie

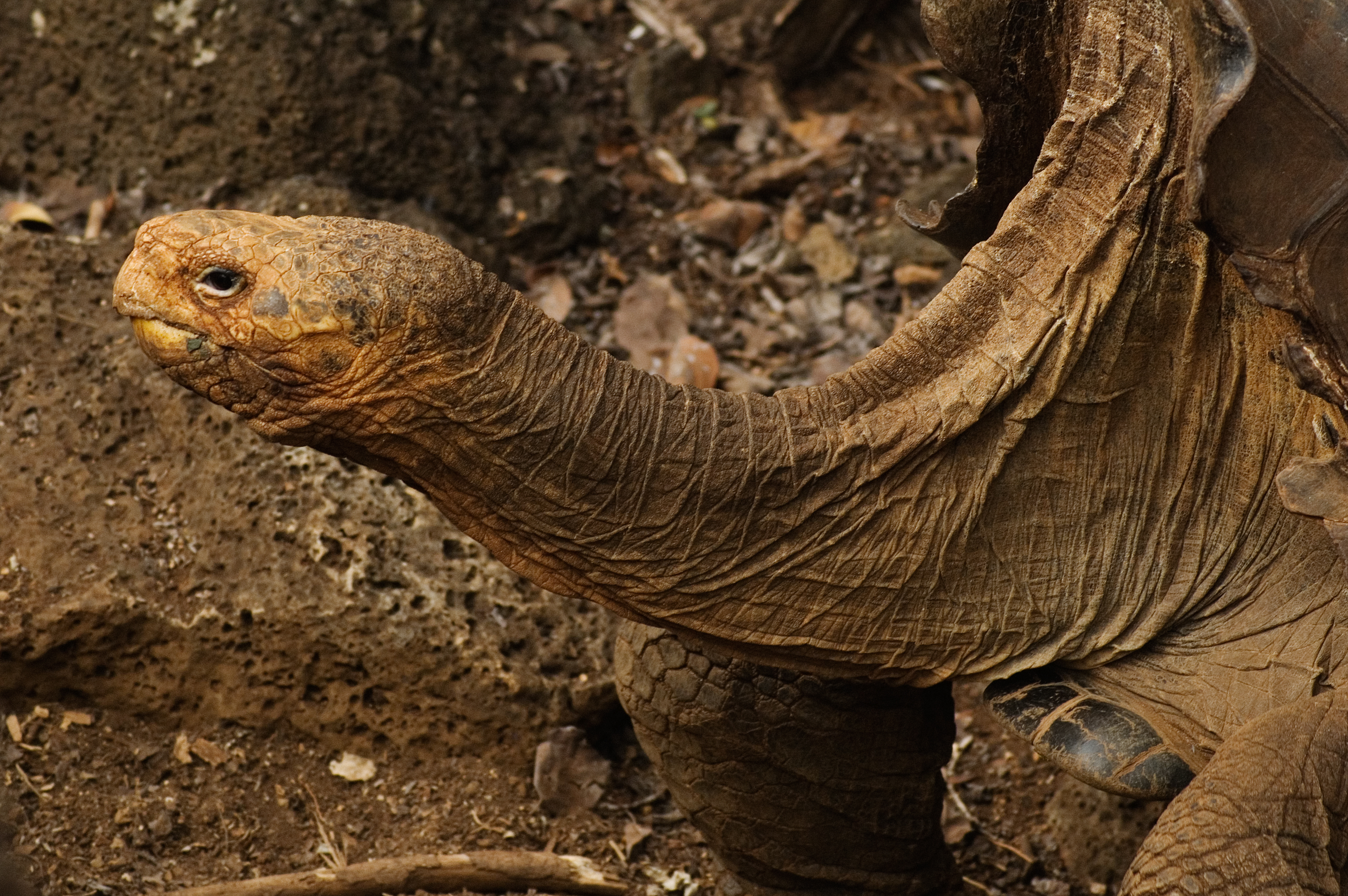
Diego, la tortue géante des Galapagos qui a sauvé son espèce.
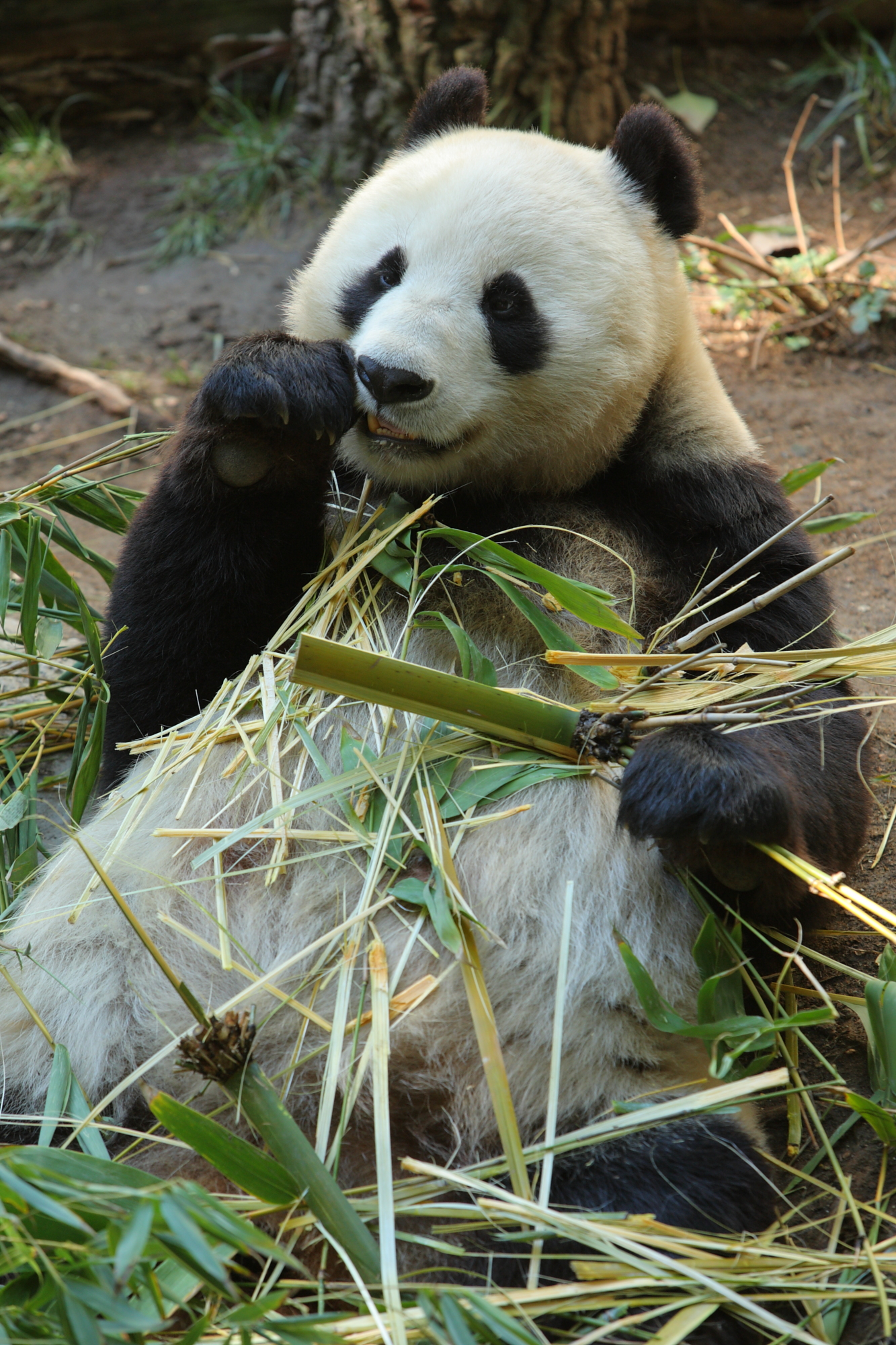
Bai Yun, l'un des pandas géants.
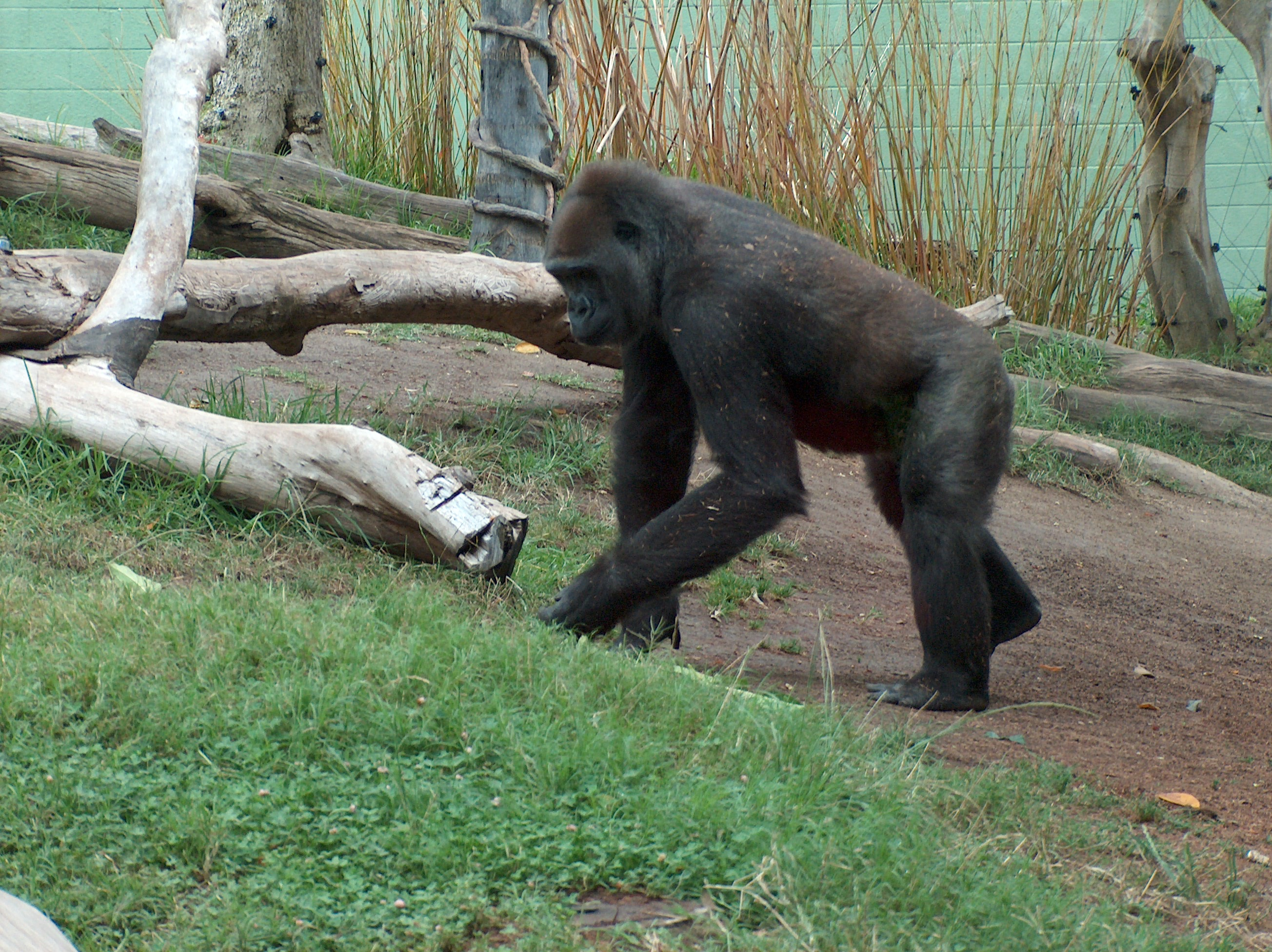
Un gorille dans son enclos.
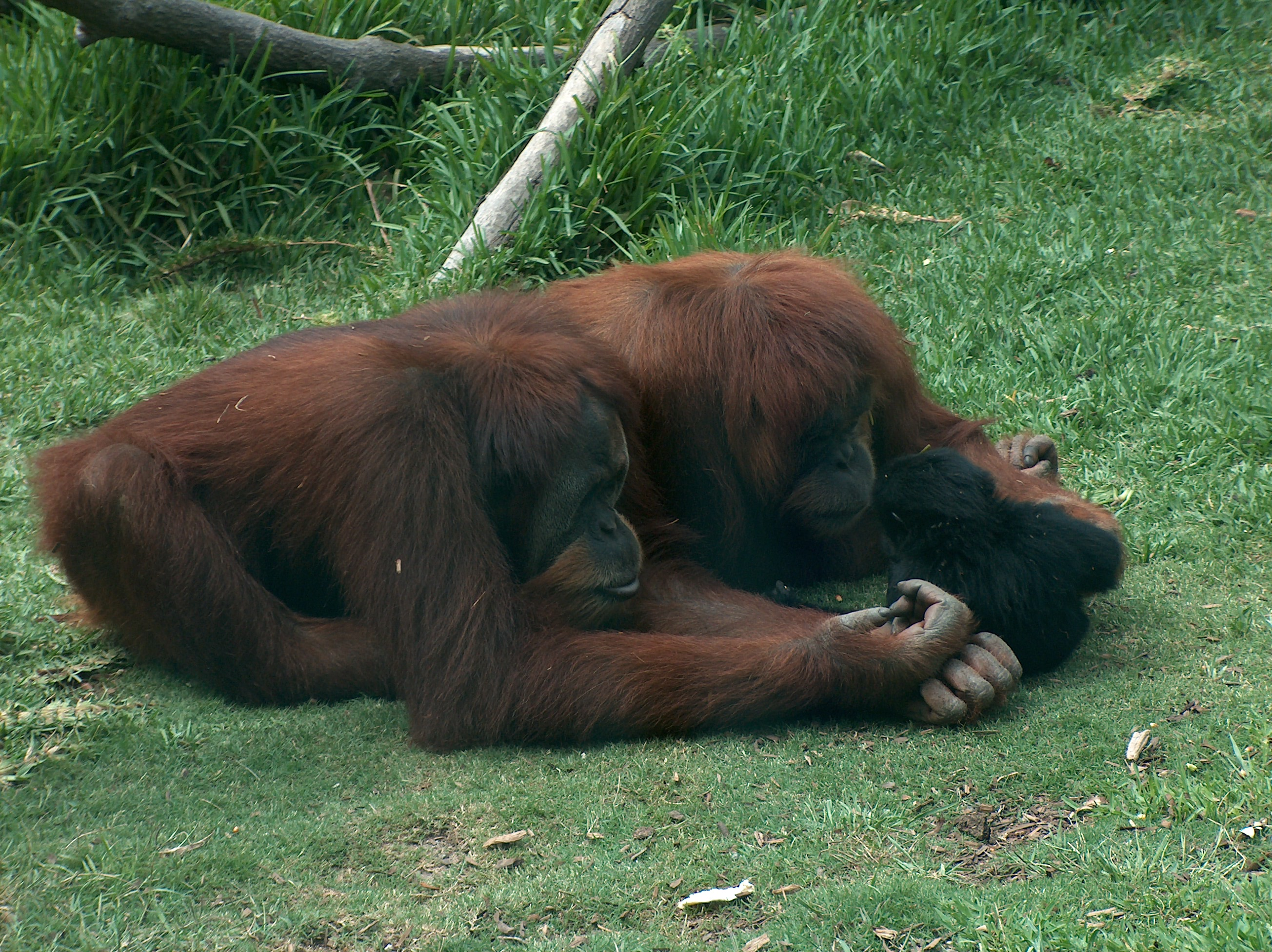
Orangs-outans jouant avec un siamang.
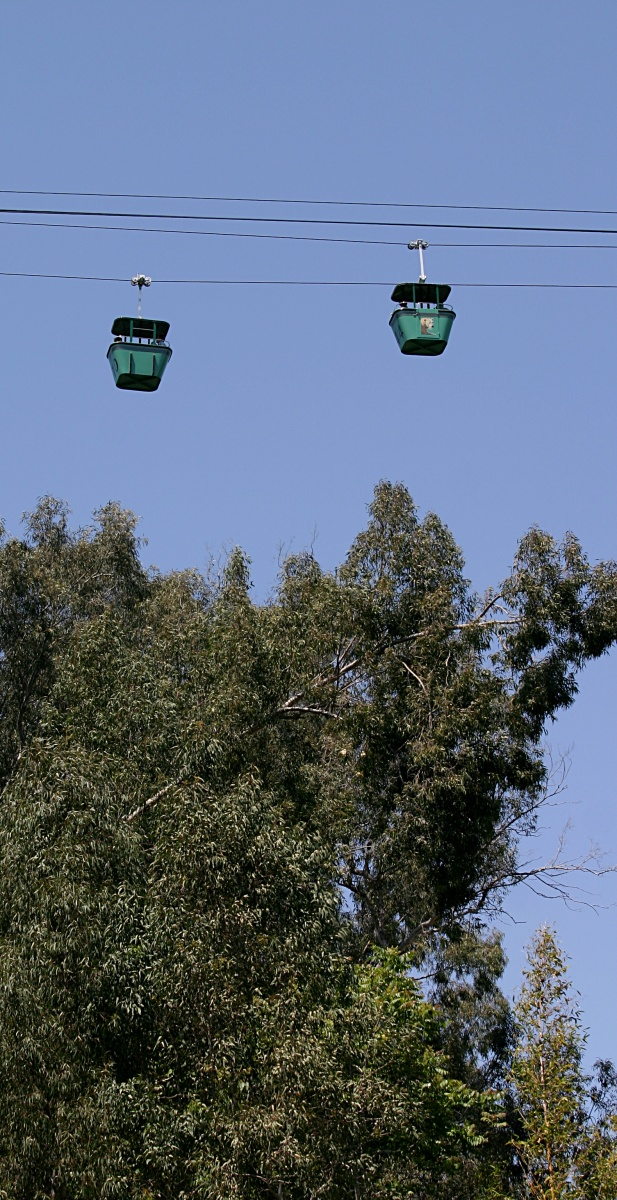
Téléphérique « Skyfari ».

## Le Ballon du Zoo de San Diego
Depuis 2003, la société Aerophile exploite un ballon captif au cœur du zoo qui permet d’admirer les paysages du sud de la Californie, et les animaux du parc.

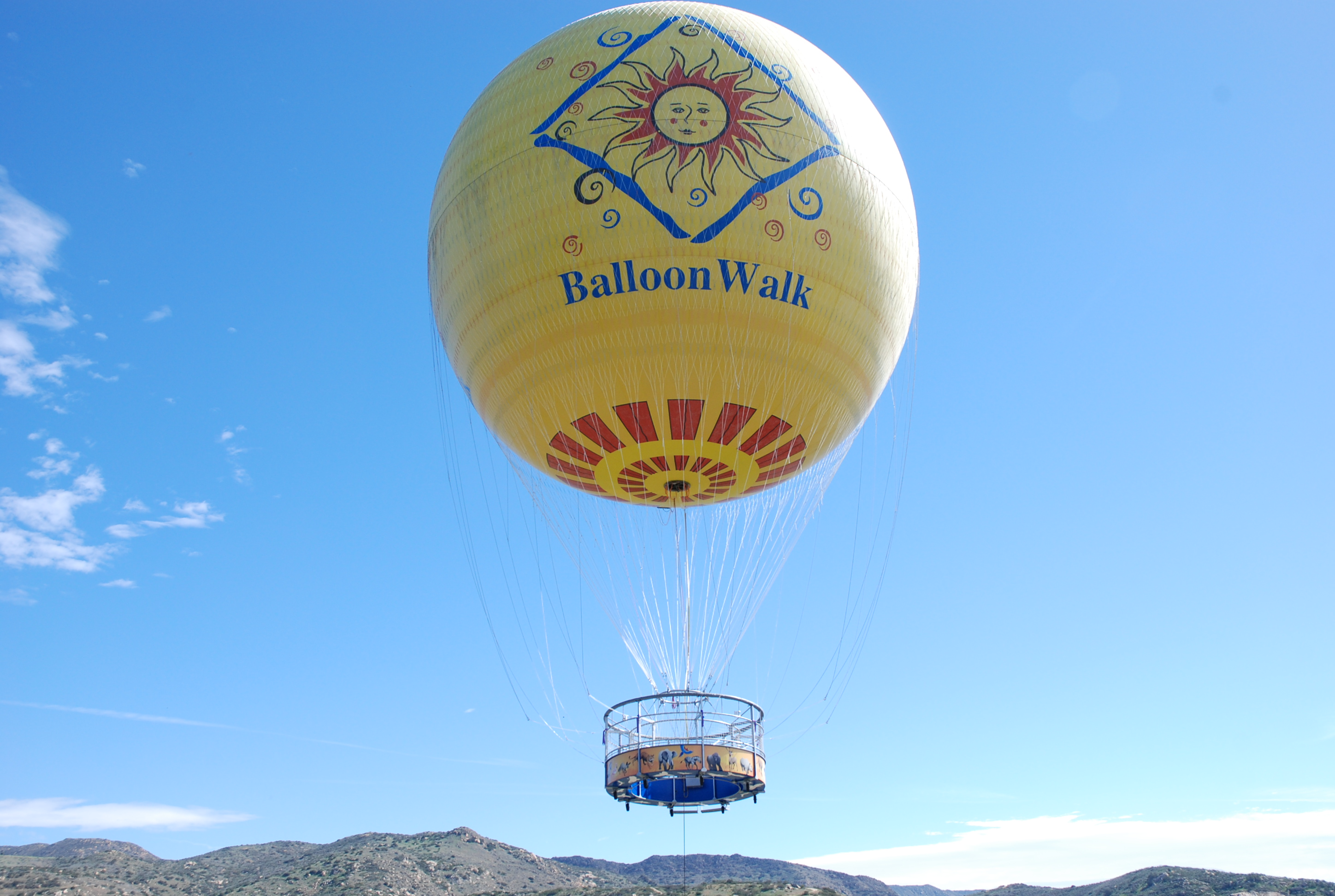
Le ballon captif du zoo de San Diego, exploité par Aerophile.